# Sajmir Kastrati
Sajmir Kastrati (sinh 7 tháng 3 năm 1987 ở Laç) là một cầu thủ bóng đá Albania hiện tại thi đấu cho Besëlidhja Lezhë ở Giải bóng đá hạng nhất quốc gia Albania.